# Daniel Dejean
Daniel Dejean, né le 21 juillet 1941, est un joueur de pétanque français. 

## Clubs
- ?-? : Milliane Pétanque Pamiers (Ariège)
- ?-? : C-B Saint-Pierre Toulouse (Haute-Garonne)
- ?-? : Rive gauche Toulouse (Haute-Garonne)
- ?-? : Pétanque Club Gruissan (Aude)

## Palmarès[2],[3]

### Séniors

#### Championnats du monde
Troisième
- Triplette 1984 (avec Jean-Michel Ferrand et Jean-Claude Lagarde) :  Équipe de France 2

#### Jeux mondiaux
Vainqueur
- Triplette 1985 (avec Jean-Michel Ferrand et Jean-Claude Lagarde) :  Équipe de France[4]

#### Championnats de France
Champion de France
- Tête à tête 1967 : Milliane Pétanque Pamiers

Finaliste
- Triplette 1984 (avec Jean-Michel Ferrand et Jean-Claude Lagarde) : Rive gauche Toulouse